# Africallagma sinuatum
Africallagma sinuatum là một loài chuồn chuồn kim thuộc họ Coenagrionidae. Nó được tìm thấy ở Cộng hòa Dân chủ Congo, Ethiopia, Malawi, Nam Phi, Tanzania, Zambia, và Zimbabwe. Các môi trường sống tự nhiên của chúng là các khu rừng ẩm ướt đất thấp nhiệt đới hoặc cận nhiệt đới, dry và xavan ẩm, vùng cây bụi khô và ẩm khu vực nhiệt đới hoặc cận nhiệt đới, sông, hồ nước, đầm lầy, và other đất ngập nước.